# Зайцево (Томская область)
За́йцево — деревня в Кожевниковском районе Томской области. Входит в состав Староювалинского сельского поселения.

## География
Деревня расположена в центральной части Кожевниковского района. Расстояние до административного центра района — 36 км.

## Население
| 2002 | 2010 | 2012 | 2013 | 2014 | 2015 | 2021 |
| ---- | ---- | ---- | ---- | ---- | ---- | ---- |
| 514  | ↘498 | ↘488 | ↗491 | ↘483 | ↗485 | ↘448 |

## Социальная сфера и экономика
В селе есть основная общеобразовательная школа (к началу 2013 года планируется открыть новое здание школы) и библиотека. Работает фельдшерско-акушерский пункт.
Торговую деятельность осуществляют два магазина.